# Raisa Obodowska
Raisa Andriejewna Obodowska (ros. Раиса Андреевна Ободовская, ur. 6 sierpnia 1948, zm. 30 czerwca 2012) – radziecka kolarka torowa i szosowa, czterokrotna medalistka torowych oraz brązowa medalistka mistrzostw świata.

## Kariera
Pierwszy sukces w karierze Raisa Obodowska osiągnęła w 1967 roku, kiedy na torowych mistrzostwach świata w Amsterdamie zdobyła srebrny medal w indywidualnym wyścigu na dochodzenie. W zawodach tych wyprzedziła ją jedynie jej rodaczka Tamara Garkuszyna, a trzecie miejsce zajęła Brytyjka Beryl Burton. Taki sam układ miało podium w tej konkurencji na rozgrywanych w 1970 roku mistrzostwach świata w Leicester. W międzyczasie Obodowska zdobyła złote medale na mistrzostwach świata w Rzymie w 1968 roku oraz mistrzostwach w Amsterdamie w 1969 roku. Ponadto wielokrotnie zdobywała medale mistrzostw ZSRR: w 1969 roku w drużynowym wyścigu na dochodzenie, w 1970 roku indywidualnie, w 1979 i 1980 roku w szosowym wyścigu ze startu wspólnego, a w 1981 roku zwyciężyła w sprincie indywidualnym. Nigdy nie wystartowała na igrzyskach olimpijskich.